# Krieg der Knöpfe (2011)
Krieg der Knöpfe ist ein französischer Spielfilm aus dem Jahr 2011.

## Handlung
Die Rahmenhandlung des Films ist der ewig andauernde Streit zwischen den zwei verkrachten Dörfern Longeverne und Velrans. Es war schon immer so, dass sich die Kinder der Nachbardörfer bekämpften. Als dann Lebrac, Anführer des Longeverneclans, auf eine ganz heimtückische
Kriegslist kommt, bekommt der Krieg auch einen Namen: Krieg der Knöpfe, weil man den Gefangenen die Knöpfe abschneidet.
Die Binnenhandlung ist im Vergleich zur amüsanten Rahmenhandlung durchaus mit strengerem Blick zu betrachten. Die Geschichte spielt gegen Ende des Zweiten Weltkriegs im Jahr 1944. Zu diesem Zeitpunkt hat der Krieg auch Südfrankreich erreicht. Und die hübsche Violette stellt das Dorfleben auf den Kopf. Denn eigentlich heißt Violette Myriam und ist Jüdin und somit in großer Gefahr. Nun haben die zwei verfeindeten Dörfer keine andere Wahl, als sich zu verbünden und sich gegen das eigentliche Übel zu wenden.

## Hintergrund
Der Film basiert auf dem 1912 erschienenen Roman Der Krieg der Knöpfe von Louis Pergaud. Der Roman war auch schon Vorlage für Yves Roberts gleichnamigen Film aus dem Jahr 1962. Ebenfalls 2011 kam die Verfilmung von Yann Samuell in die Kinos.
Barratier verlegt die Handlung in das Jahr 1944.

## Rezeption
Der Film wurde insgesamt mit eher negativen Kritiken aufgenommen. TV Spielfilm zeigte sich dennoch positiv: „Der ‘Krieg der Knöpfe’ ist großes Kino für die ganze Familie mit Laetitia Casta, Guillaume Canet, Kad Merad und Gérard Jugnot. Stars der spannenden Abenteuergeschichte sind jedoch die großartigen Kinder!“ Das Lexikon des internationalen Films notierte: „Der Film verlegt den Kinderbuchklassiker von Louis Pergaud in die Zeit des Zweiten Weltkriegs. Dabei wird der gesellschaftskritische Unterton der Vorlage, in der es humoristisch um alltägliche Gewaltzusammenhänge in der französischen Provinz geht, zugunsten einer nostalgischen Beschwörung des ländlichen Frankreichs und einer affirmativen Feier des Zusammenhalts neutralisiert. Dank guter Darsteller und einer mitreißenden Inszenierung, die sich rückhaltlos mit der Perspektive der kleinen Protagonisten solidarisiert, gleichwohl ein gelungener Kinderfilm.“
Bert Rebhandl von der FAZ betrachtet die Verlegung der Handlung in den Zweiten Weltkrieg dagegen negativ und er verglich die Botschaft des 2011er-Filmes mit der von Yves Roberts’ gleichnamiger Verfilmung von 1962: „Alles das, was bei Robert „von unten“ gedacht wurde (dass Kinder versuchsweise „Staaten“ spielen), wird bei Barratier „von oben“ in ideologische Dienste genommen. Die Freiheit, auf die dieser „neue Krieg der Knöpfe“ hinausläuft, beruht auf einem Täuschungsmanöver: Die Kinder kämpfen nicht mehr für sich, sie kämpfen für einen Staat, von dem sie nichts wissen sollen. Es ist der alte, autoritäre Staat, der sich in schöne Bilder hüllt.“ Als Beispiel nennt er die Szene, in welcher der Verräter-Junge Bacaillé von den anderen Dorfjungen verprügelt wird. Diese erinnere an Szenen, in denen Frankreich nach dem Krieg Rache an den Kollaborateuren nahm.

## Auszeichnungen
- 2012: Buster International Children’s Film Festival - Erster Preis
- 2012: Palm Springs International Film Festival - Zweiter Publikumspreis
- 2012: Gérard du cinéma - schlechtester Film des Jahres, zusammen mit dem eine Woche früher gestarteten Der Krieg der Knöpfe (2011) von Yann Samuell
- Die Deutsche Film- und Medienbewertung FBW in Wiesbaden verlieh dem Film das Prädikat besonders wertvoll.